# 罗斯陨击坑
罗斯陨击坑（Ross）是位于火星陶玛西亚区南纬57.7°、西经107.84°处的一座撞击坑，直径约82.51公里，其名称取自美国天文学家法兰克·埃尔莫尔·罗斯（1874年-1960年），1973年被国际天文联合会正式批准接受。
在罗斯陨击坑内及周边地区观察到了冲沟和多边形图案地面。

## 图像

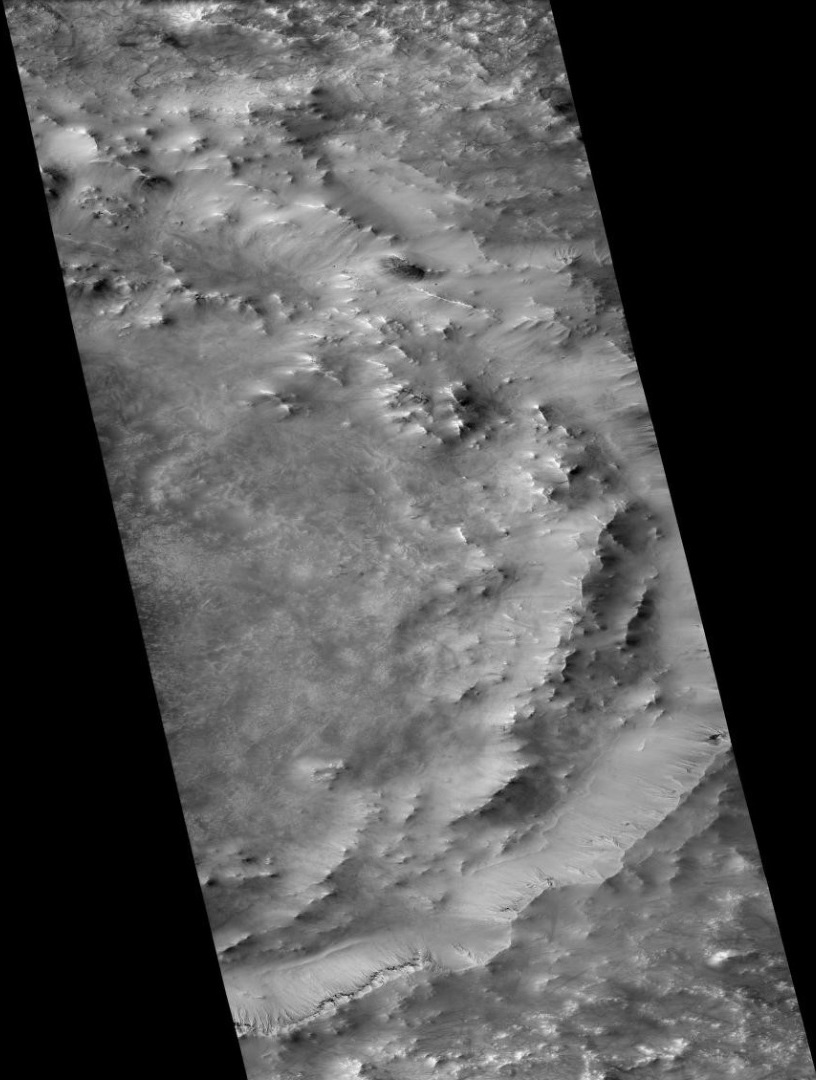
火星勘测轨道飞行器背景相机拍摄的罗斯陨击坑。
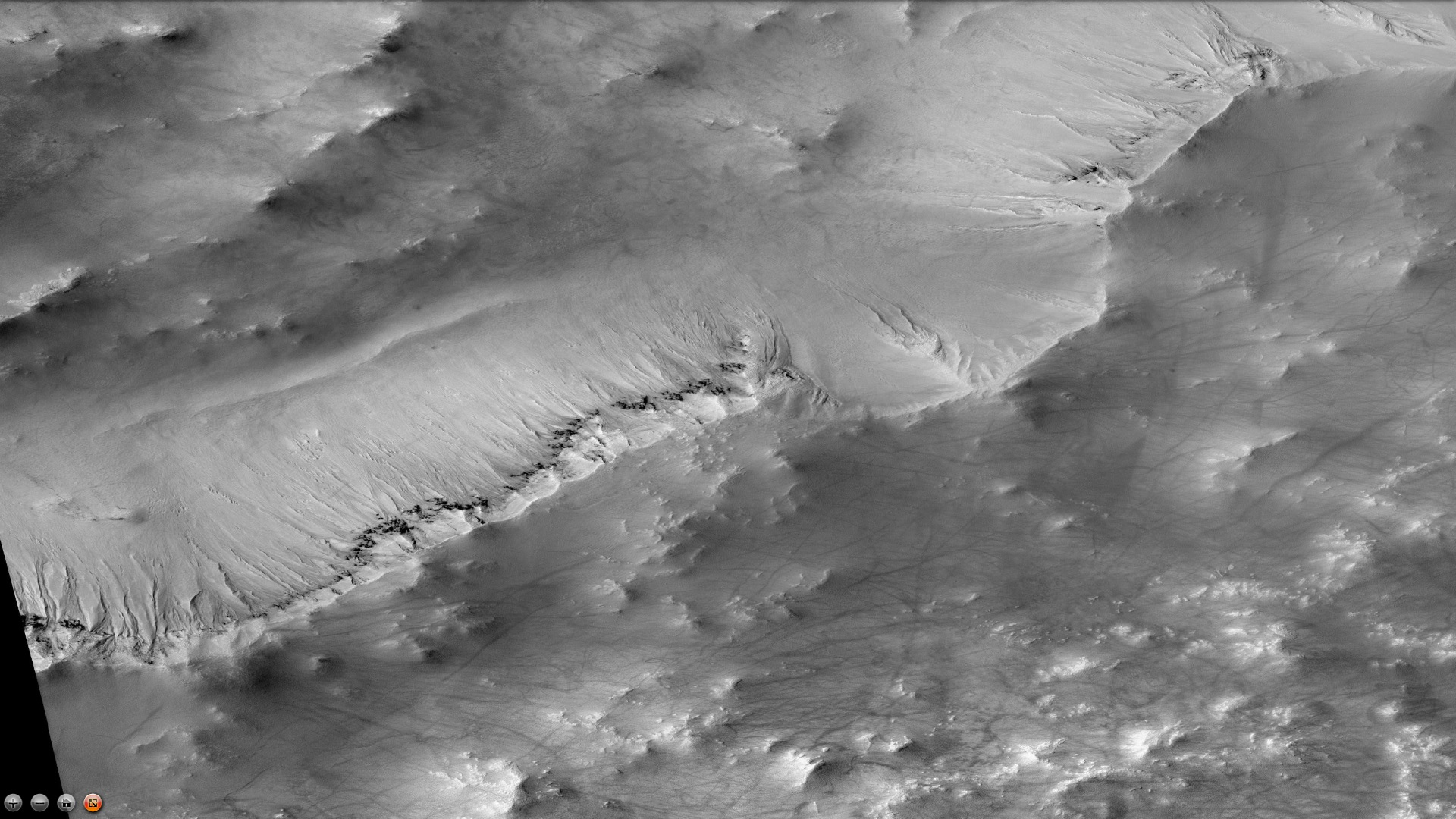
火星勘测轨道飞行器背景相机拍摄的罗斯陨击坑南侧壁上的冲沟，注：这是前一幅的放大图。
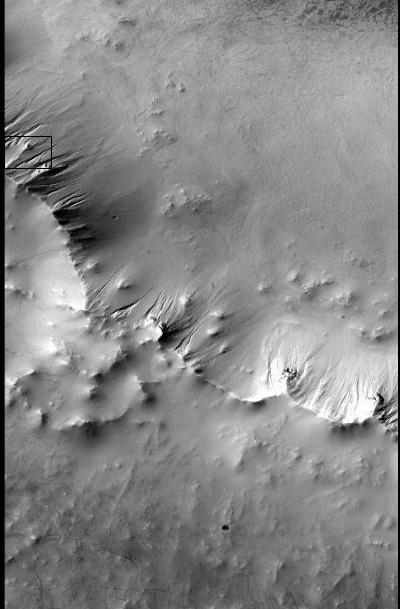
背景相机拍摄的罗斯陨击坑部分区域显示了下一张高分辨率成像科学设备图像的背景。
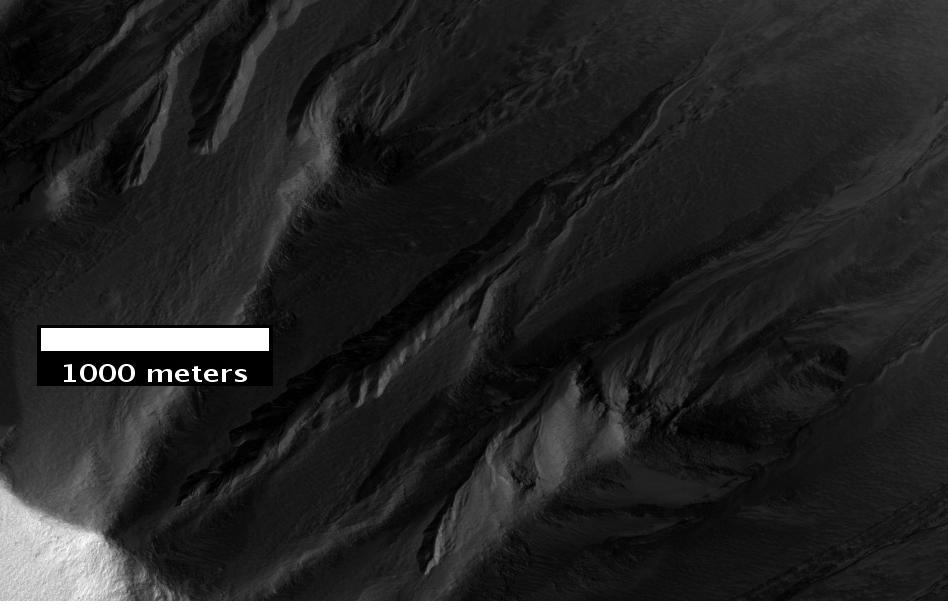
HiWish计划下高分辨率成像科学设备显示的罗斯陨击坑中的冲沟。由于这些冲沟都位于陨坑窄薄的坑沿壁上，且各条沟头起点位置不同，因此，该示例与含水层形成冲沟的模型不相符。
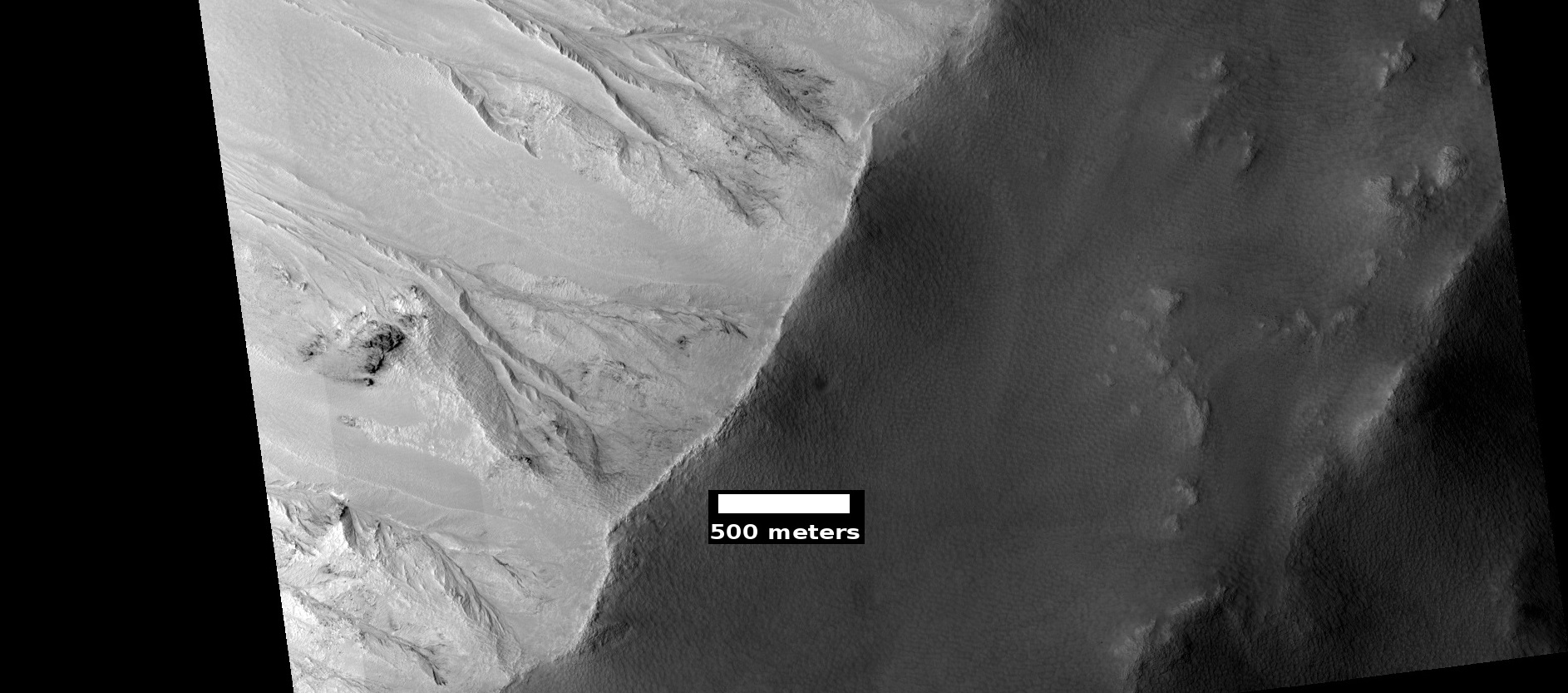
HiWish计划下高分辨率成像科学设备显示的罗斯陨坑中的冲沟。

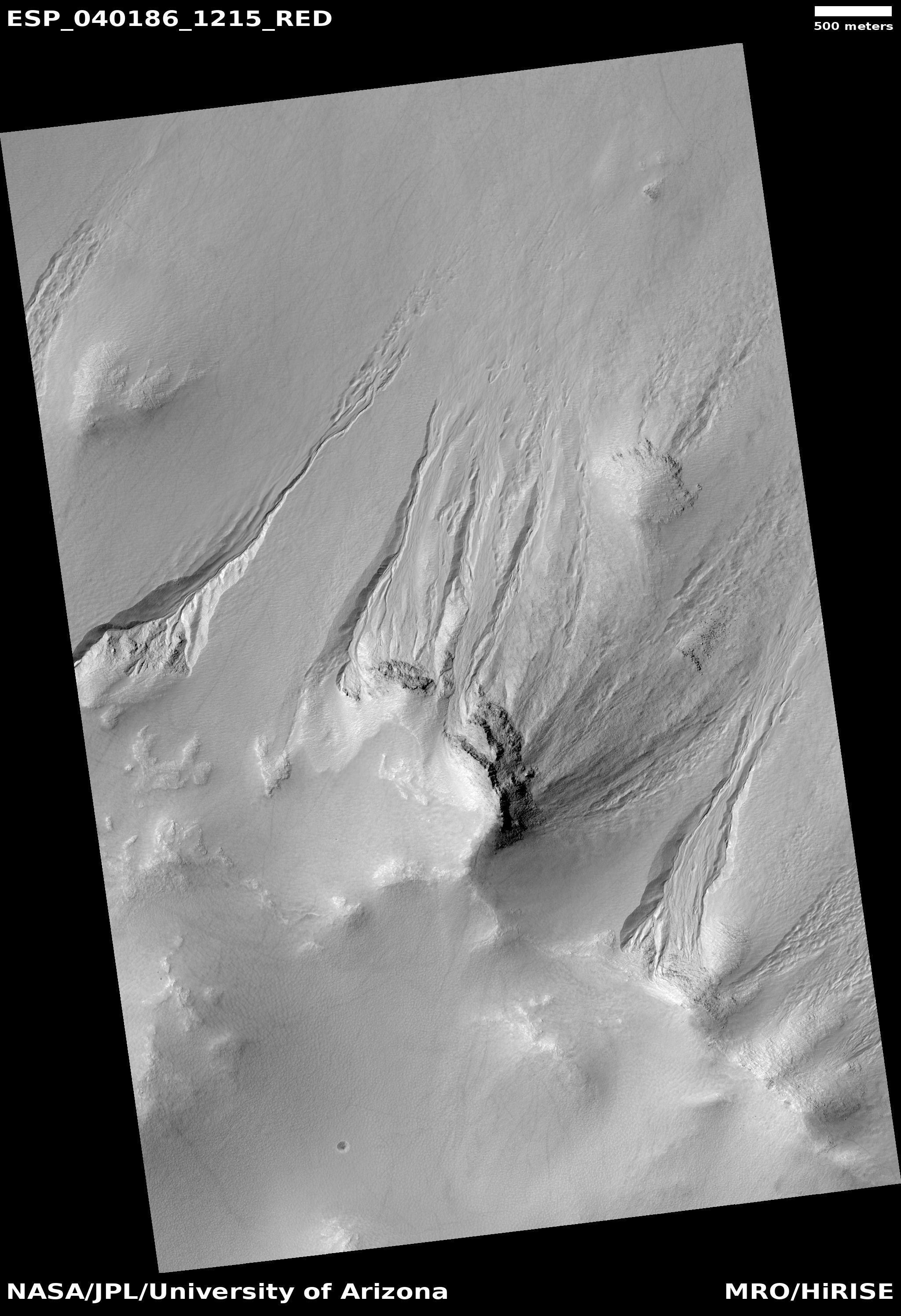
HiWish计划下高分辨率成像科学设备显示的罗斯陨坑中的冲沟群。
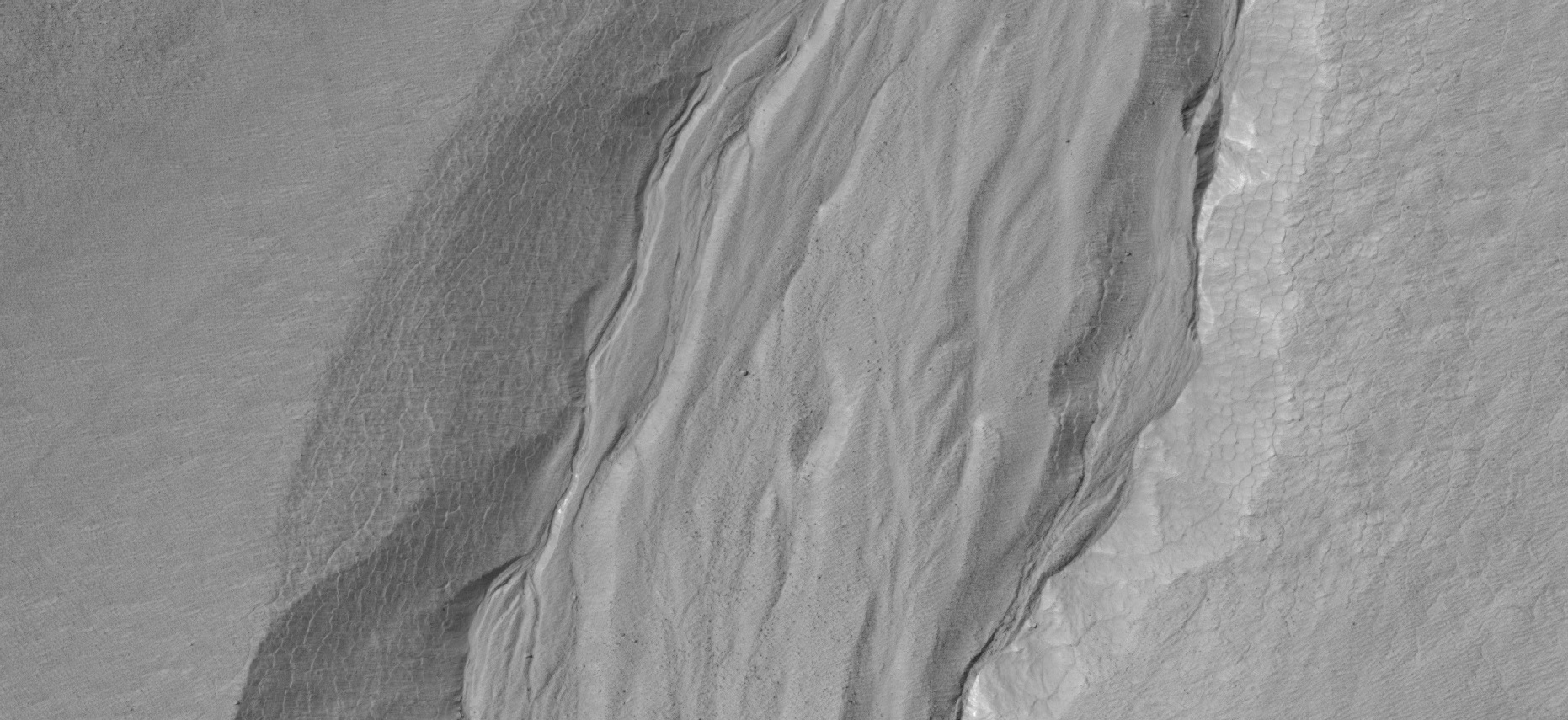
HiWish计划下高分辨率成像科学设备拍摄的冲沟群特写显示了多条冲沟，注：这是前面图像的放大版。
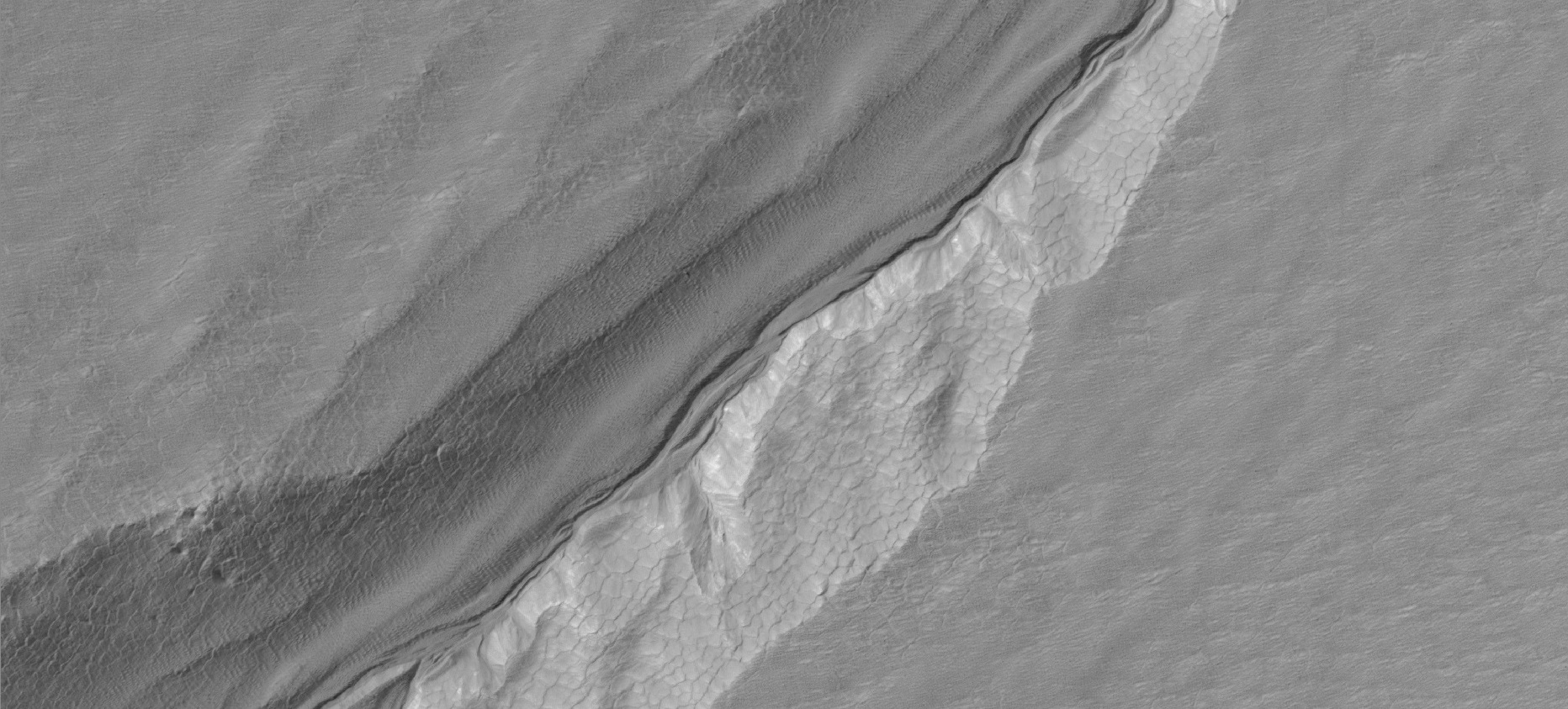
CHiWish计划下高分辨率成像科学设备拍摄的冲沟群特写显示了多边形状的地面，多边形通常形成于冻结的含冰地面，注：这是前一幅图像的放大版。
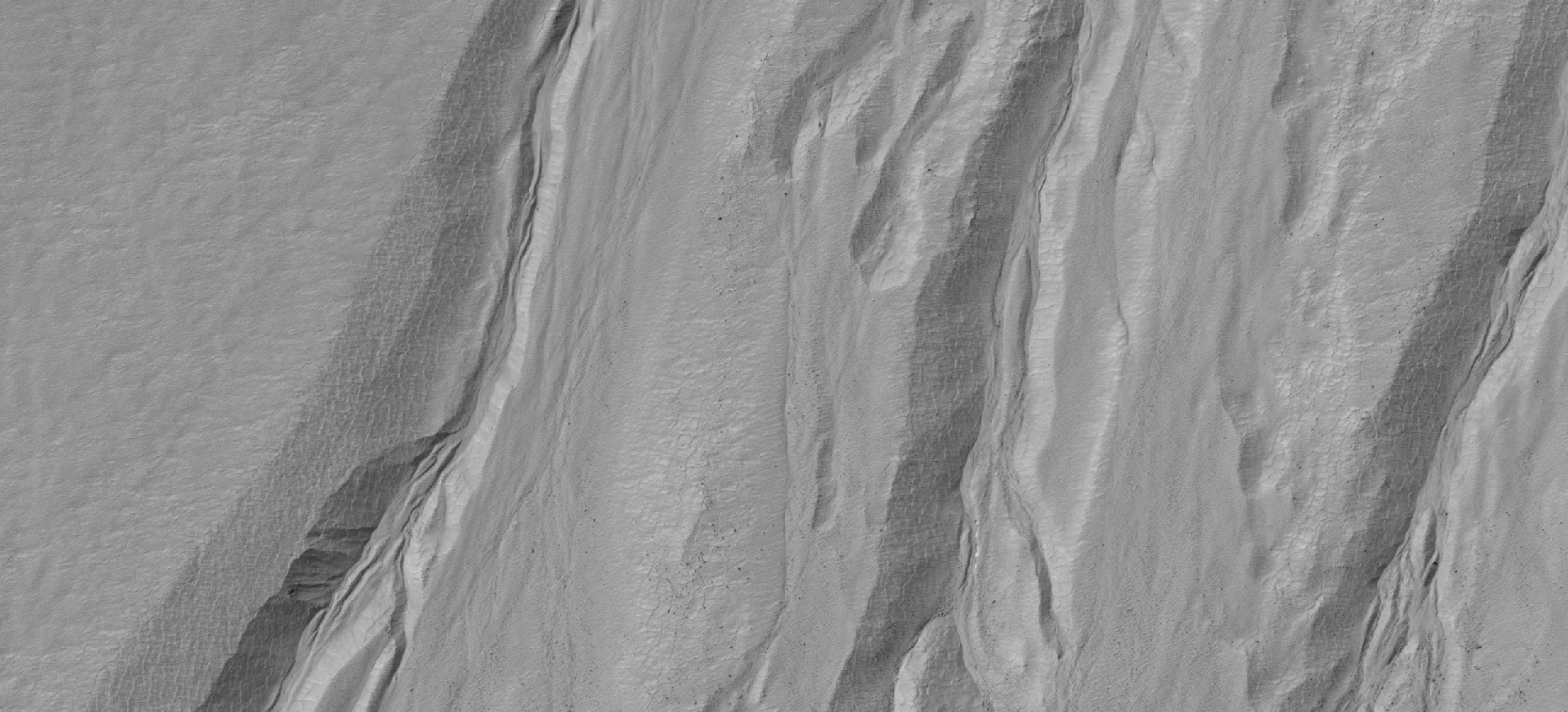
HiWish计划下高分辨率成像科学设备拍摄的冲沟群特写显示了沟道中的流线体状结构。注：这是前一幅图像的放大版。

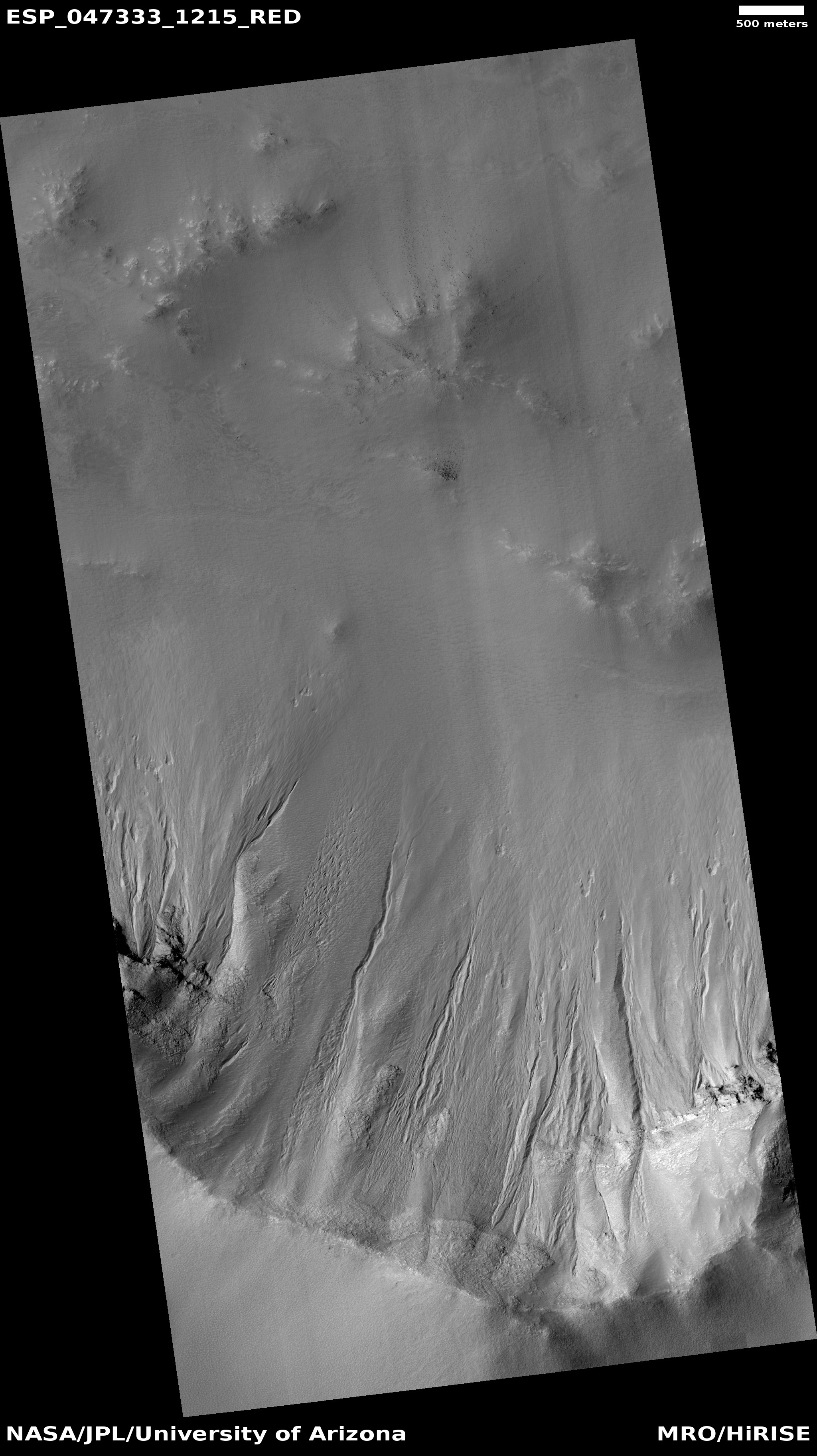
HiWish计划下高分辨率成像科学设备拍摄的罗斯陨击坑冲沟全景图。
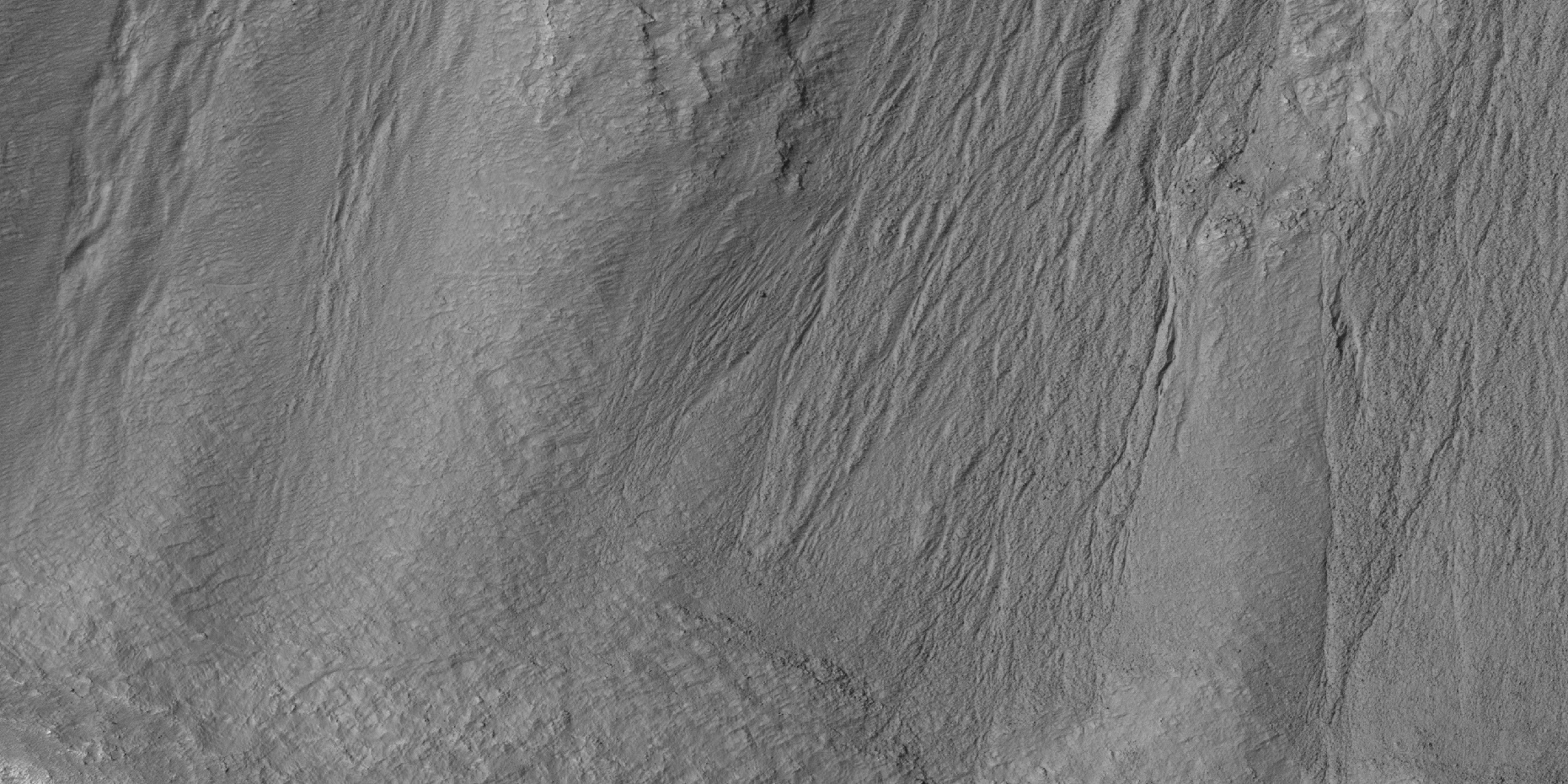
HiWish计划下高分辨率成像科学设备显示的罗斯陨击坑中众多小冲沟的近景图，注：这是前一幅图像的放大版。
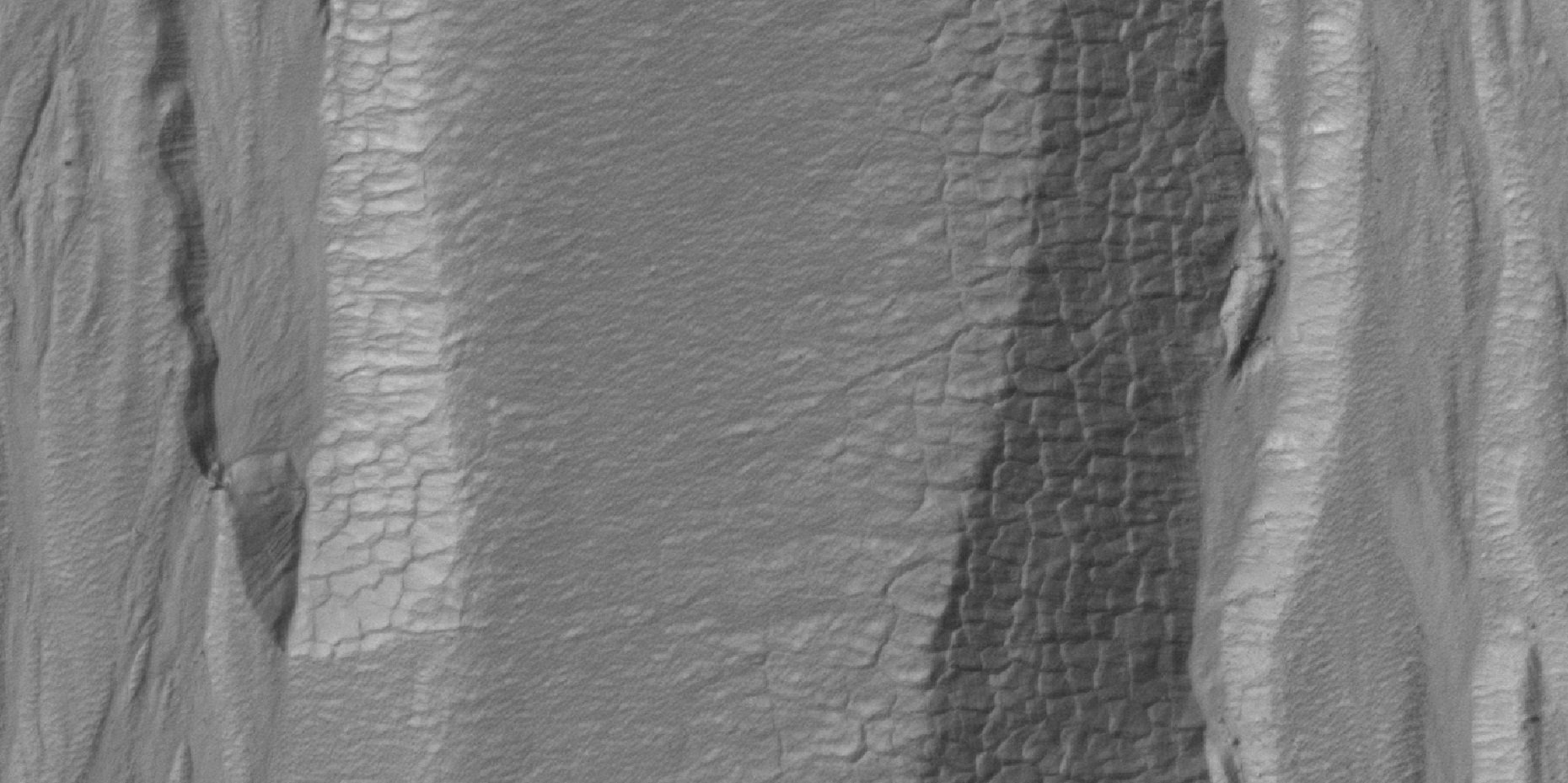
HiWish计划下高分辨率成像科学设备显示的罗斯陨击坑冲沟附近的多边形近景图，注：这是前一幅图像的放大版。
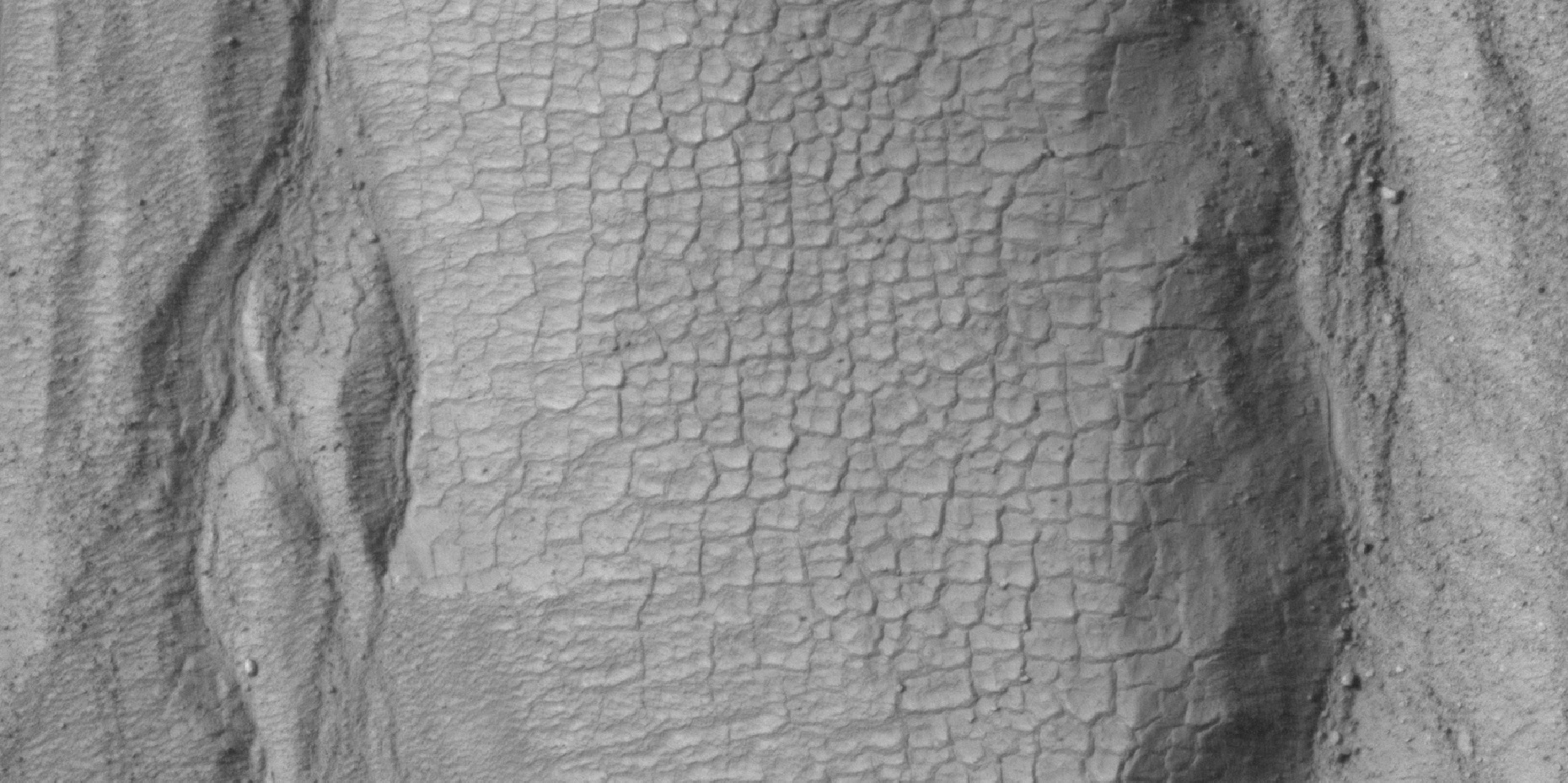
HiWish计划下高分辨率成像科学设备显示的罗斯陨击坑冲沟附近的多边形近景,注：这是前一幅图像的放大版。

## 另请查看
- 火星撞击坑